# Phloeospora mimosae-pigrae
Phloeospora mimosae-pigrae är en svampart som beskrevs av H.C. Evans & G. Carrión 1993. Phloeospora mimosae-pigrae ingår i släktet Phloeospora och familjen Mycosphaerellaceae.   Inga underarter finns listade i Catalogue of Life.